# Гажлях (гміна)
Гміна Гажлях (пол. Gmina Hażlach) — сільська гміна у південній Польщі. Належить до Цешинського повіту Сілезького воєводства.
Станом на 31 грудня 2011 у гміні проживало 10474 особи.

## Територія
Згідно з даними за 2007 рік площа гміни становила 49.02 км², у тому числі:
- орні землі: 72.00%
- ліси: 16.00%

Таким чином, площа гміни становить 6.71% площі повіту.

## Населення
Станом на 31 грудня 2011:
| Опис     | Загалом | Загалом | Чоловіки | Чоловіки | Жінки | Жінки |
| -------- | ------- | ------- | -------- | -------- | ----- | ----- |
| одиниця  | осіб    | %       | осіб     | %        | осіб  | %     |
| все      | 10474   | 100     | 5155     | 49.22    | 5319  | 50.78 |
| міське   | 0       | 100     | 0        |          | 0     |       |
| сільське | 10474   | 100     | 5155     | 49.22    | 5319  | 50.78 |

## Сусідні гміни
Гміна Гажлях межує з такими гмінами: Дембовець, Зебжидовіце, Струмень, Цешин.